# Río Mula (Espagne)
Le  Río Mula est une rivière de Murcie, en Espagne. Longue de 64 km, la rivière prend sa source à Bullas ;  affluent de la rivière Segura sur sa rive droite.

## Géographie
Le fleuve, long d'environ 64 km, prend sa source au sud-ouest de Bullas , dans la province de Murcie , et coule vers l'est, au-delà de Mula , jusqu'au Río Segura , dans lequel il se jette près de Molina de Segura, au nord-ouest de la ville de Murcie. La retenue d'eau  Embalse de la Cierva se trouve sur la rivière.

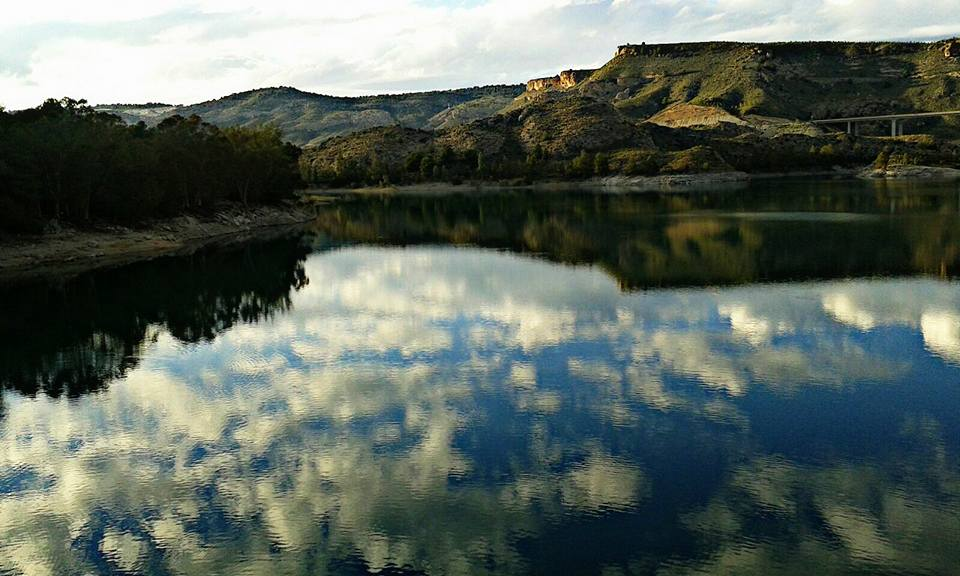
Embalse de la Cierva

## Articles complexes
- Liste des fleuves d'Espagne